# George Zambellas

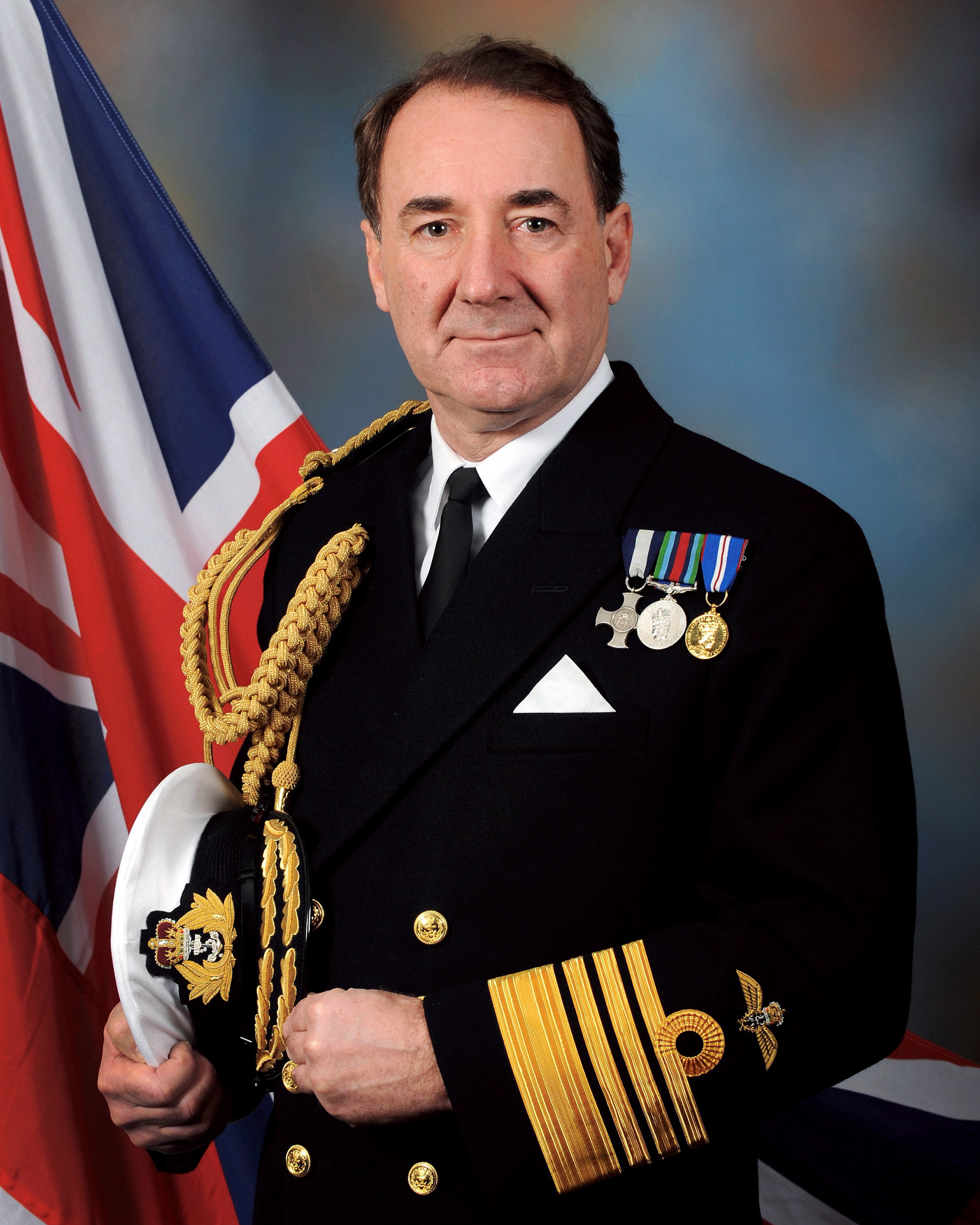
Admiral George Zambellas

Sir George Michael Zambellas, GCB, DSC, DL, FRAeS (* 4. April 1958 in Swansea, Wales) ist ein ehemaliger britischer Admiral der Royal Navy, der unter anderem 2012 Oberkommandierender der Flotte, von 2012 bis 2013 Kommandeur des Alliierten Marinekommandos der NATO sowie zwischen 2013 und 2016 Erster Seelord sowie Chef des Marinestabes war. Seit 2024 ist er Lord Warden of the Cinque Ports.

## Leben

### Seeoffizier und Schiffskommandant

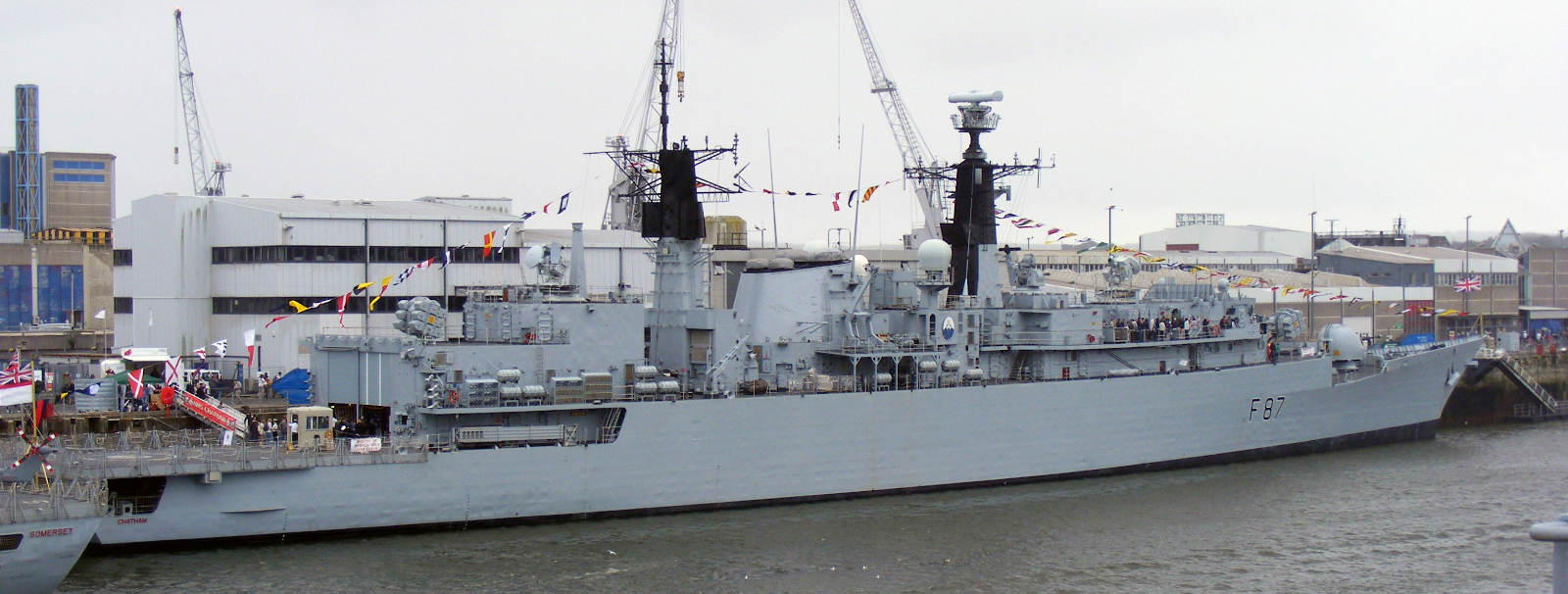
Kapitän zur See George Zambellas war von August 1999 bis Januar 2001 als Kommandant der HMS Chatham, einer Fregatte der Broadsword-Klasse.

George Michael Zambellas, Sohn des aus Griechenland stammenden Michael George Zambellas und dessen Frau Rosemary Frederique Lindsay, absolvierte seine schulische Ausbildung an der Shabani Primary School in Shabani in Südrhodesien sowie an der Stowe School. Ein Studium der Luft- und Raumfahrttechnik an der University of Southampton schloss er 1980 mit einem Bachelor of Science (B.Sc. Aeronautical and Astronautical Engineering) ab. Im Anschluss trat er 1980 in die Royal Navy ein. Danach folgten zahlreiche Verwendungen als Seeoffizier sowie Stabsoffizier in der Marine wie unter anderem als Captain von August 1999 bis Januar 2001 als Kommandant der HMS Chatham, einer Fregatte der Broadsword-Klasse. Am 6. April 2001 wurde ihm das Distinguished Service Cross (DSC) verliehen. Als Commodore war er zwischen Januar 2001 und November 2002 zunächst stellvertretender Leiter der Marineausbildung (Deputy Flag Officer, Sea Training) sowie im Anschluss von November 2002 bis Dezember 2004 Erster Stabsoffizier beim Chef des Verteidigungsstabes (Chief of the Defence Staff), Admiral Michael Boyce beziehungsweise ab Mai 2003 von dessen Nachfolger General Michael Walker.
Daraufhin übernahm Commodore Zambellas zwischen Januar 2005 und August 2006 die Funktion als Kommodore der Amphibischen Einsatzgruppe (Commodore, Amphibious Task Group), ehe er nach einer weiteren Verwendung im Juni 2007 als Rear-Admiral die Nachfolge von Rear-Admiral Neil Morisetti als Kommandeur der Marineeinsatzstreitkräfte des Vereinigten Königreichs (Commander, United Kingdom Maritime Forces) antrat. Auf diesem Posten blieb er bis September 2008 und wurde danach von Rear-Admiral Philip Andrew Jones abgelöst. Er selbst fungierte daraufhin zwischen Oktober 2009 und November 2010 als stellvertretender Chef für Gemeinsame Operationen im Ständigen Gemeinsamen Hauptquartier (Deputy Chief, Joint Operations, Permanent Joint Headquarters) in Northwood. Anschließend wurde er Vice-Admiral und bekleidete als Nachfolger von Vice-Admiral Richard Ibbotson von Januar 2011 bis zu seiner abermaligen Ablösung durch Vice-Admiral Philip Andrew Jones im Dezember 2011 den Posten als stellvertretender Kommandeur der Flotte (Deputy Commander, The Fleet).

### Aufstieg zum Admiral und Erster Seelord

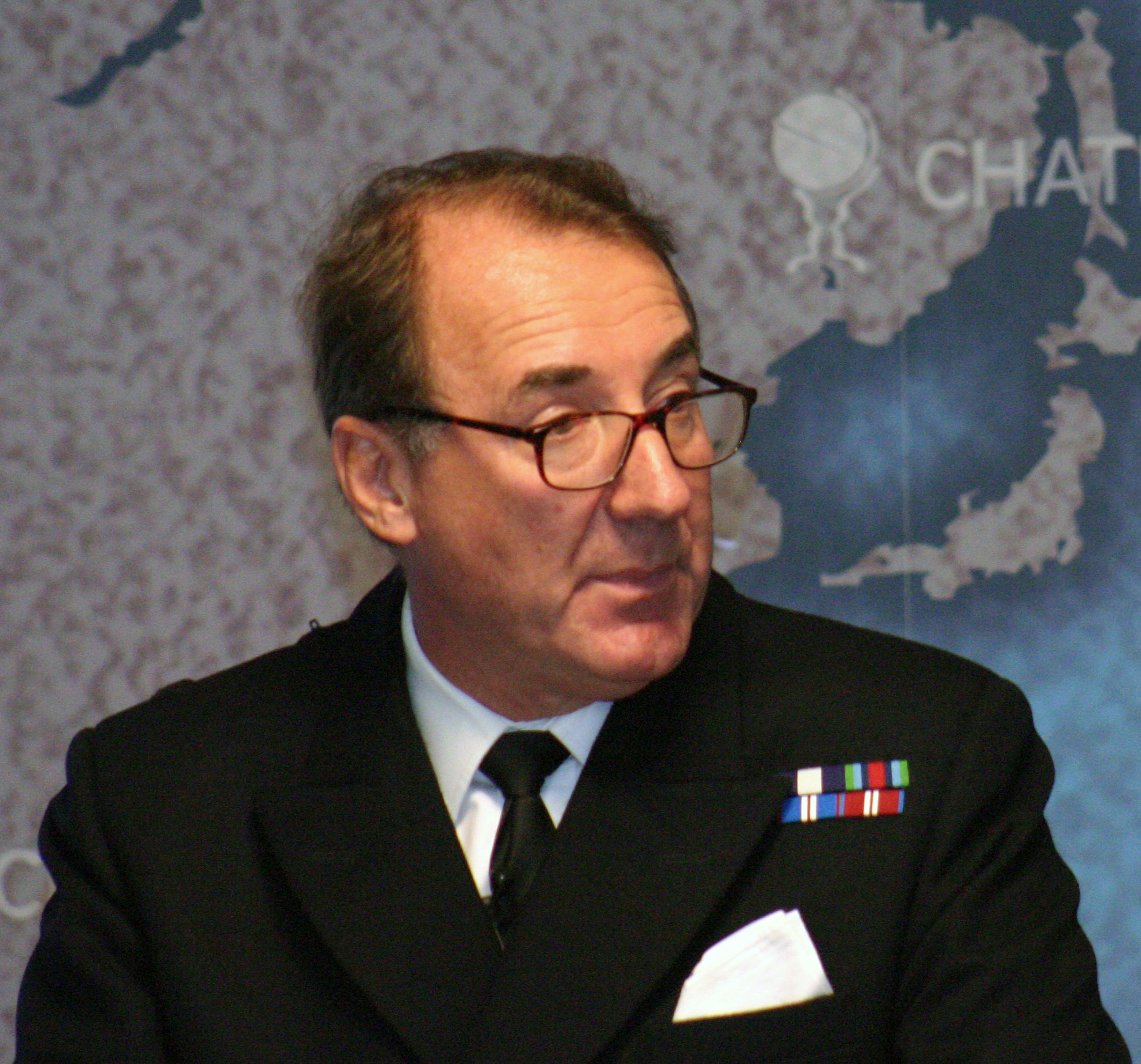
Admiral Zambellas bei einem Vortrag in der Denkfabrik Chatham House (2012).

Anschließend löste Admiral George Michael Zambellas im Januar 2012 Trevor Soar als Oberkommandierender der Flotte (Commander-in-Chief, The Fleet) ab und bekleidete diese Funktion bis zu seiner erneuten Ablösung durch Admiral Philip Andrew Jones im November 2012. Zugleich übernahm er in Personalunion im April 2012 auch die wieder geschaffene Funktion als stellvertretender Chef des Marinestabes (Deputy Chief of the Naval Staff). Für seine Verdienste wurde er während dieser Zeit am 16. Juni 2012 zum Knight Commander des Order of the Bath (KCB) geschlagen und führte fortan den Namenszusatz „Sir“. Am 1. Dezember 2012 wurde er erster Kommandeur des Alliierten Marinekommandos AMC Allied Maritime Command der NATO und hatte diese Funktion bis zu seiner Ablösung durch Admiral Peter Hudson am 14. Februar 2013 inne.
Zuletzt wurde Admiral Zambellas im April 2013 Nachfolger von Admiral Mark Stanhope als Erster Seelord (First Sea Lord). Er war in dieser Funktion bis zu seinem Ausscheiden aus dem aktiven Militärdienst im April 2016 zugleich Chef des Marinestabes (Chief of the Naval Staff). Im April 2016 trat zum vierten Mal Admiral Philip Andrew Jones seine Nachfolge in diesen Ämtern an. Am 31. Dezember 2015 wurde er zum Knight Grand Cross des Order of the Bath (GCB) erhoben.
Des Weiteren engagierte er sich als sogenannter Younger Brother in der Leuchtfeuerverwaltung Trinity House sowie als Honorary Freeman der Worshipful Company of Merchant Taylors, der Gilde der Schneider. 2009 wurde er Fellow der Royal Aeronautical Society (FRAeS) sowie im September 2013 Deputy Lieutenant (DL) der Grafschaft Dorset.
Aus seiner 1982 geschlossenen Ehe mit Amanda Jane LeCudennec gingen drei Söhne hervor.